# Mechanika płynów

Ilustracja prawa Bernoulliego

Mechanika płynów (ang. fluid mechanics) – dział mechaniki ośrodków ciągłych analizujący równowagę i ruch płynów. Rozwiązaniem zagadnień mechaniki płynów zwykle jest określenie własności płynu (takich jak gęstość, temperatura) i własności danego przepływu (podanie pola prędkości, ciśnienia), w zależności od współrzędnych przestrzennych i czasu.

## Założenia
Tak jak każdy model matematyczny rzeczywistego świata, mechanika płynów tworzy pewne upraszczające założenia co do badanych ośrodków. Te założenia są odzwierciedlane w równaniach, które muszą się zgodzić, by uzyskany opis odpowiadał rzeczywistości. Przykładowo, rozważając nieściśliwy płyn w przestrzeni trójwymiarowej, przy założeniu zachowania masy, wynika że dla każdej np. kulistej przestrzeni o niezmiennym kształcie, ilość masy przechodząca z zewnątrz do wewnątrz musi być taka sama, jak ilość masy przechodzącej w odwrotną stronę. (Inaczej, masa wewnątrz pozostaje stała, podobnie jak masa na zewnątrz). Warunek ten można wyrazić równaniem całkowym tej przestrzeni.
W mechanice płynów zakłada się, że każdy płyn zachowuje się według następujących zasad:
- zasada zachowania masy
- zasada zachowania pędu
- zasada ciągłości przepływu[2].

Często używany jest model, w którym zakłada się, że płyn jest nieściśliwy, to znaczy, że jego gęstość się nie zmienia. Model ten dość dobrze sprawdza się w przypadku cieczy, ale już nie gazów.
Podobnie można założyć, że lepkość płynu wynosi zero (tzn. że płyn jest idealny). Dotyczy to przede wszystkim gazów. Jeżeli płyn jest lepki, jego przepływ oddziałuje na ruch sąsiednich warstw płynu, jest też ograniczony przez ścianki naczynia (np. w rurze) i ciała znajdujące się w płynie. Wtedy przepływ na ściankach musi mieć zerową prędkość. Dla płynu lepkiego, jeśli ścianki przyjętej rury nie są porowate, siły ścinania pomiędzy płynem a ściankami również powodują zerową prędkość płynu przy ściankach. Jest to tak zwany warunek nieślizgania się. Natomiast w przypadku tworzyw porowatych, warunek śliskości nie powoduje zerowej prędkości przepływu przy ściankach i płyn ma nieciągłe pole prędkości pomiędzy wolnym płynem a płynem ograniczonym przez porowate ścianki (warunek Beaversa-Josepha).
Natomiast w hipotezie ciągłości przyjmuje się, że płyn stanowi ośrodek ciągły, składający się nie z molekuł, lecz punktów materialnych. Takich punktów materialnych wchodzących w skład ośrodka jest niekończenie wiele. Płyn, traktowany jako ośrodek ciągły, stanowi więc nieskończony, nieprzeliczalny i spójny zbiór punktów materialnych.

### Hipoteza ciągłości
Płyny składają się z molekuł, które zderzają się ze sobą i z innymi ciałami stałymi. Jednak według założenia o ciągłości, uważa się tu płyny za ciągłe. To znaczy, ich własności takie jak gęstość, ciśnienie, temperatura i prędkość brane są pod uwagę jako dobrze opisywalne w „nieskończenie” małych punktach, definiując REV (Reference Element of Volume) w porządku geometrycznym odległości dwóch przylegających do siebie molekuł płynu. Zakłada się, że własności różnią się w sposób ciągły patrząc od jednego do drugiego punktu i są uśrednionymi wartościami REV. Fakt, że płyn składa się z pojedynczych molekuł jest tu zaniedbywany.
Hipoteza ciągłości jest uproszczeniem, podobnie jak planety są brane jako punkty w mechanice nieba, co daje przybliżone wyniki. Konsekwentnie, założenia hipotezy ciągłości mogą doprowadzić do wyników, które nie będą wystarczająco dokładne. W wielu warunkach, hipoteza ciągłości daje bardzo dokładne rezultaty.
W przypadkach kiedy hipoteza ciągłości nie daje wystarczająco dobrych wyników, można zastosować mechanikę statystyczną. Liczba Knudsena pozwala rozsądzić czy zastosować konwencjonalną mechanikę płynów, czy też mechanikę statystyczną. Liczba Knudsena jest to stosunek długości molekularnej (średnia droga swobodna) do konkretnej reprezentatywnej długości fizycznej (skala) – może być to np. promień ciała zanurzonego w płynie. Mówiąc prościej, liczba Knudsena oznacza ile razy (średnio) własna średnica molekuły mieści się na drodze, którą przeleci zanim uderzy inną molekułę. Kiedy liczba Knudsena wynosi jeden lub nieco więcej, to aby uzyskać wiarygodne wyniki najlepiej jest stosować mechanikę statystyczną.

## Równania Naviera-Stokesa
Równania Naviera-Stokesa (nazwane na cześć Claude-Louis Naviera i George’a Gabriela Stokesa) – zestaw równań w postaci równań ciągłości, opisujące zasadę zachowania masy i pędu dla poruszającego się płynu. Według nich zmiany pędu elementu płynu zależą od sił masowych zewnętrznego ciśnienia i wewnętrznych sił lepkości w płynie.
Dla płynu idealnego o zerowej lepkości równania mówią, że przyspieszenie jest proporcjonalne do pochodnej ciśnienia.
Oznacza to, że rozwiązania równań dla danego problemu fizycznego muszą być znalezione na drodze rachunku różniczkowego i całkowego. W praktyce, jedynie najprostsze przypadki mogą być rozwiązane dokładnie na tej drodze. To znaczy przypadki nie-turbulentnego, spokojnego przepływu (nie zmieniającego się w czasie), w których liczba Reynoldsa ma małą wartość.
W bardziej złożonych przypadkach, takich jak systemy badania pogody na Ziemi, takie jak El Niño lub przy obliczeniach siły nośnej skrzydeł samolotów, rozwiązania równań Naviera-Stokesa mogą być znalezione jedynie metodami numerycznymi przy pomocy komputerów. Jest to oddzielna dziedzina nauki zwana obliczeniową dynamiką płynów (ang. computational fluid dynamics).

### Ogólna forma równania
Ogólna forma równań Naviera-Stokesa dla zasady zachowania pędu:
{\displaystyle \rho {\frac {D\mathbf {v} }{Dt}}=\nabla \cdot \mathbb {P} +\rho \mathbf {f} ,}
gdzie:
- {\displaystyle \rho } – gęstość płynu,
- {\displaystyle {\frac {D}{Dt}}} – operator Stokesa zwany też pochodną substancjalną,
- {\displaystyle \mathbf {v} } – wektor prędkości,
- {\displaystyle \mathbf {f} } – wektor przyspieszenia płynu (sił masowych),
- {\displaystyle \mathbb {P} } – tensor naprężeń wewnętrznych w elemencie płynu.

Ogólnie (w trzech wymiarach) {\displaystyle \mathbb {P} } ma postać:
{\displaystyle \mathbb {P} ={\begin{pmatrix}\sigma _{xx}&\tau _{xy}&\tau _{xz}\\\tau _{yx}&\sigma _{yy}&\tau _{yz}\\\tau _{zx}&\tau _{zy}&\sigma _{zz}\end{pmatrix}},}
gdzie:
- {\displaystyle \sigma } – naprężenia normalne,
- {\displaystyle \tau } – naprężenia ścinania.

Dla przepływów bezwirowych {\displaystyle \mathbb {P} } jest tensorem symetrycznym. Wówczas trzy równania, po jednym dla każdego wymiaru, same jako takie nie wystarczają do rozwiązania problemu. Jednak dodając zasadę zachowania masy i odpowiednie warunki początkowe, układ staje się rozwiązywalnym zestawem równań.

## Działy mechaniki płynów
W zależności od rozpatrywanych wielkości, podobnie jak mechanikę klasyczną, mechanikę płynów dzieli się w sposób tradycyjny na poddziedziny:
- statykę płynów
- kinematykę płynów
- dynamikę płynów

Przy sprecyzowaniu obiektu badań (aero-: gaz; hydro-: ciecz):
- aerostatykę
- aerodynamikę
- hydrostatykę
- hydrodynamikę
- hydraulikę

Ten tradycyjny podział, pochodzący jeszcze z połowy XIX wieku jest archaiczny i nie odpowiada on aktualnemu stanowi wiedzy. Spotykany jest jednak w niektórych starszych podręcznikach (zwłaszcza polskich), których autorzy prezentują stan wiedzy sprzed stu lat.
Obecnie kinematyka i dynamika płynów traktowane są łącznie i większość specjalistów nie widzi potrzeby ich rozdzielania. Określenia hydrodynamika i aerodynamika posiadają obecnie konotacje znacznie różniące się od tych używanych w XIX wieku.
Obecnie aerodynamika zajmuje się ruchem płynów (właściwie tylko gazów) z prędkościami porównywalnymi z prędkością dźwięku w warunkach możliwości powstawania fal uderzeniowych. Tak rozumiana aerodynamika powiązana jest ściśle z termodynamiką, gdyż efekty cieplne odgrywają tutaj kluczową rolę i nie mogą być one pominięte.
Natomiast hydrodynamika zajmuje się ruchem płynów (zarówno cieczy, jak i gazów) z prędkościami, przy których efekty termodynamiczne oraz efekty pojawiające się przy prędkościach porównywalnych z prędkością dźwięku nie odgrywają istotnej roli i ich obecność może być zaniedbana. W tym sensie hydrodynamika mieści w sobie dawną kinematykę płynów. Jest też w zasadzie dziedziną zakładającą izotermiczność procesów transportu masy.
Wyróżnia się natomiast wyraźnie hydrodynamikę płynów idealnych od hydrodynamiki płynów rzeczywistych, zwanej bardziej ściśle hydrodynamiką płynów lepkich. Zasadnicza różnica między tymi działami dotyczy uwzględniania tarcia wewnętrznego w płynie przejawiającego się w postaci lepkości. W wielu sytuacjach uwzględnianie lub nieuwzględnianie lepkości prowadzi do całkowicie odmiennych fizykalnych obrazów przepływu. Odrębny jest także matematyczny sposób opisu ruchu płynu w obydwu dziedzinach. W hydrodynamice płynów idealnych kluczową rolę odgrywają Równanie Eulera oraz jego całka – równanie Bernoulliego. Natomiast hydrodynamika płynów lepkich oparta jest na hydrodynamicznym prawie Newtona oraz równaniu Naviera-Stokesa.
Ponieważ zarówno prawo Newtona, jak i równanie Naviera-Stokesa posiadają bardzo ograniczone możliwości zastosowań w odniesieniu do niestatecznych przepływów płynów lepkich, dlatego też w obrębie mechaniki płynów wyróżnić można szybko rozwijającą się teorię turbulencji.
Odrębnymi działami mechaniki płynów są też:
- hydrodynamika przepływów wielofazowych, zajmująca się równoczesnym przepływem dwóch lub więcej faz, niekiedy z uwzględnieniem przejść fazowych,
- hydrodynamika podziemna, zajmująca się bardzo powolnymi przepływami w ośrodkach porowatych, szczelinowych i szczelinowo-porowych,
- dynamika płynów nieliniowych, zwana też dynamiką płynów nienewtonowskich, stanowiąca obecnie dział mechaniki ośrodków nieliniowych,
- magnetohydrodynamika, zajmująca się analizą ruchu plazmy w warunkach jej oddziaływania z polem elektromagnetycznym,
- hydrodynamika płynów nadciekłych, nie mieszcząca się właściwie w obrębie mechaniki płynów ze względu na istotną rolę efektów kwantowych.

Każda z tych dziedzin posiada właściwą dla siebie, obszerną literaturę i nie są one omawiane w ogólnych podręcznikach mechaniki płynów.

## Literatura
1. Batchelor G.K.: An Introduction to Fluid Dynamics, Cambridge University Press, Cambridge (1967).
2. Flügge S. (Herausgegeber), Truesdel C. (Mitherausgegeber): Handbuch der Physik, Bd. VIII/1 Strömungsmechanik I, Bd. VIII/2 Strömungsmechanik II, Bd. VIII/3 Strömungsmechanik III, Springer, Berlin – Heidelberg – Göttingen.
3. Hinze J.O.: Turbulence – An Introduction to Its Mechnism and Theory, McGraw-Hill, New York (1959).
4. von Kármán T.: Aerodynamik.
5. Kotchin, Kibel, Roze: Teoretitcheskaya gidromekhanika, t. 1, 2, Moskva (1955).
6. Lamb H.: Hydrodynamics, Cambridge University Press, Cambridge (istnieje wiele wydań poczynając od 1932 roku).
7. Landau L.D., Lifszyc E.M.: Hydrodynamika, Warszawa.
8. Landau L.D., Lifszyc E.M.: Mechanika ośrodków ciągłych, Warszawa.
9. Prosnak W.: Mechanika płynów, t. 1, 2, Warszawa.
10. Prandtl L.: Dynamika przepływów, Warszawa.
11. Prandtl L., Titjens O.G.: Fundamentals of Hydro- and Aerodynamics, McGraw-Hill, New York (1934).